# Enquete-Kommission Internet und digitale Gesellschaft
Die Enquete-Kommission Internet und digitale Gesellschaft untersuchte vom 5. Mai 2010 bis 5. April 2013 die Auswirkungen des Internets auf Politik und Gesellschaft und erarbeitete Empfehlungen für das Parlament (siehe Schlussbericht). Der 17. Deutsche Bundestag hatte die Einsetzung der Kommission am 4. März 2010 einstimmig beschlossen.

## Aufteilung in Projektgruppen
Die Kommission bildete 12 Projektgruppen zu verschiedenen Themen:
- Bildung und Forschung
- Datenschutz, Persönlichkeitsrechte
- Demokratie und Staat
- Internationales und Internet Governance
- Interoperabilität, Standards, Freie Software
- Kultur, Medien, Öffentlichkeit
- Medienkompetenz
- Netzneutralität
- Urheberrecht
- Verbraucherschutz
- Wirtschaft, Arbeit, Green IT
- Zugang, Struktur und Sicherheit im Netz

## Mitglieder
Die Kommission bestand bei ihrer Konstituierung aus 17 Mitgliedern des Bundestags und 17 Sachverständigen sowie einer Beteiligungsplattform als „18. Sachverständigen“. Vorsitzender der Kommission war der CDU-Bundestagsabgeordnete Axel E. Fischer, Stellvertreter der SPD-Abgeordnete Gerold Reichenbach. Für die Abgeordneten wurden von den Fraktionen noch 17 Stellvertreter nominiert, die Sachverständigen haben keine Stellvertreter.

### Mitglieder des Bundestags
- CDU/CSU: Axel E. Fischer, Reinhard Brandl, Ansgar Heveling, Thomas Jarzombek, Jens Koeppen, Peter Tauber
- FDP: Manuel Höferlin, Sebastian Blumenthal, Jimmy Schulz
- SPD: Johannes Kahrs, Lars Klingbeil, Aydan Özoguz, Gerold Reichenbach
- Bündnis 90/Die Grünen: Konstantin von Notz, Tabea Rößner
- Die Linke: Petra Sitte, Halina Wawzyniak

### Sachverständige
Die von den Fraktionen benannten Experten:
- Peter-J. Bisa, TACTUM GmbH
- Wolfgang Coy, Humboldt-Universität zu Berlin
- Lars Hinrichs, Cinco Capital GmbH
- Thomas Hoeren, Westfälische Wilhelms-Universität Münster, Institut für Informations-, Telekommunikations- und Medienrecht
- Marie-Thérèse Huppertz, Vice President Government Relations SAP AG
- Peter Kruse, nextpractice GmbH
- Rainer Kuhlen, Universität Konstanz, Informatik & Informationswissenschaft
- Jörg Müller-Lietzkow, Universität Paderborn, Institut für Medienwissenschaft
- Michael Schwemmle, Input Consulting GmbH

Für die CDU/CSU
- Dieter Gorny (Vorstandsvorsitzender des Bundesverbands Musikindustrie)
- Harald Lemke (ehem. Staatssekretär im hessischen Innenministerium)
- Wolf-Dieter Ring (ehem. Präsident der Bayerischen Landeszentrale für neue Medien)
- Bernhard Rohleder (Hauptgeschäftsführer des Bitkom)
- Nicole Simon (Autorin, Podcasterin, Social-Media-Beraterin)
- Christof Weinhardt (Professor am Karlsruher Institut für Technologie)

Für die FDP
- Hubertus Gersdorf (Professor an der Universität Rostock, Dozent an der Hamburg Media School, der Universität Bonn und der Bucerius Law School)
- Wolf Osthaus („Head of Corporate & Regulatory Affairs“ bei United Internet)
- padeluun (FoeBuD/digitalcourage)

Für die SPD
- Alvar Freude (Arbeitskreis gegen Internetsperren und Zensur)
- Lothar Schröder (Mitglied des ver.di-Bundesvorstandes und stellvertretender Aufsichtsratsvorsitzender der Deutschen Telekom)
- Wolfgang Schulz (Jurist, Lehrbeauftragter an der Universität Hamburg, Mitglied des Landesjustizprüfungsamtes Hamburg)
- Cornelia Tausch (Leiterin des Fachbereichs Wirtschaft und Internationales beim Verbraucherzentrale Bundesverband)

Für Die Grünen
- Markus Beckedahl (Gründer von Netzpolitik.org)
- Jeanette Hofmann (Stellvertretende Vorsitzende der Heinrich-Böll-Stiftung)

Für Die Linke
- Constanze Kurz (Sprecherin vom Chaos Computer Club)
- Annette Mühlberg (Leiterin des Referates eGovernment, Neue Medien, Verwaltungsmodernisierung beim ver.di-Bundesvorstand)

18. Sachverständige: Unter enquetebeteiligung.de kann der „18. Sachverständige“, also die Internetnutzer, seine eigenen Ideen einbringen.

## Tätigkeit der Projektgruppen
Die Kommission nahm am 5. Mai 2010 ihre Arbeit auf. Anders als bei vorhergehenden Enquete-Kommissionen waren alle Sitzungen öffentlich und wurden als Live-Stream gesendet. Auch aus den Projektgruppen wurde auf der Internetseite berichtet. Die interessierte Öffentlichkeit wurde über eine Beteiligungsplattform in die Arbeit mit einbezogen. Außerdem gab es einen Blog.
Zu folgenden Themen hatte die Kommission bis Dezember 2012 Bestandsaufnahmen und Handlungsempfehlungen vorgelegt:
- Medienkompetenz
- Urheberrecht
- Netzneutralität
- Datenschutz, Persönlichkeitsrecht
- Bildung und Forschung
- Wirtschaft, Arbeit, Green IT
- Demokratie und Staat

## Beteiligungsplattform
Im Februar 2011 ging die Beteiligungsplattform der Enquete-Kommission auf der Webseite www.enquetebeteiligung.de online. Diese wurde vom Verein Liquid Democracy e. V. auf der Basis der Software Adhocracy entwickelt und zeitweilig auch finanziert. Bürger konnten an den Arbeitspapieren mitschreiben und auch eigene Handlungsempfehlungen einbringen. Am Ende entschied die Kommission, ob die Anregungen im Bericht erschienen. Bisher sind zu allen abgeschlossenen Themen Texte und Ideen aus der Beteiligungsplattform im Bericht veröffentlicht worden.

## Schlussbericht
Nach drei Jahren Beratung legte die Kommission einen umfassenden Abschlussbericht vor. Demnach sollten insbesondere mehr Schüler mit Laptops ausgerüstet werden, dem Prinzip der Netzneutralität gemäß Internetinhalte gleichberechtigt behandelt werden und das Recht auf eine Privatkopie eines urheberrechtlich geschützten Werken neu gestaltet werden. In einigen Punkten scheiterten jedoch gemeinsame Empfehlungen an Parteigrenzen, so dass sich dort entsprechende „Sondervoten“ finden, bei denen die Opposition ihren Standpunkt darlegt. Parteiübergreifend wurde jedoch die Berufung eines eigenen Staatsministers für Digitales befürwortet.

### Zwischenberichte
1. Zwischenbericht der Enquete-Kommission, April 2011, BT-Drs. 17/5625
2. Medienkompetenz, Oktober 2011, BT-Drs. 17/7286
3. Urheberrecht, November 2011, BT-Drs. 17/7899
4. Netzneutralität, Februar 2012, BT-Drs. 17/8536
5. Datenschutz, Persönlichkeitsrechte, März 2012, BT-Drs. 17/8999
6. Bildung und Forschung, Januar 2013, BT-Drs. 17/12029
7. Demokratie und Staat, März 2013, BT-Drs. 17/12290
8. Internationales und Internet Governance, März 2013, BT-Drs. 17/12480
9. Interoperabilität, Standards, Freie Software, März 2013, BT-Drs. 17/12495
10. Wirtschaft, Arbeit, Green IT, März 2013, BT-Drs. 17/12505
11. Verbraucherschutz, März 2013, BT-Drs. 17/12540
12. Zugang, Struktur und Sicherheit im Netz, März 2013, BT-Drs. 17/12541
13. Kultur, Medien, Öffentlichkeit, März 2013, BT-Drs. 17/12542